# Thiacidas postica
Thiacidas postica là một loài bướm đêm trong họ Noctuidae.